# Júlio Arquimedes Coelho de Sousa
Júlio Arquimedes Coelho de Sousa (Caxias do Sul, ) é um político brasileiro.
Filho de Coriolano Coelho de Sousa (1887-1940) e de Antônia Machado Rosa C. de Sousa. Casou com Lígia S. Coelho de Sousa.
Foi candidato a deputado estadual para a Assembleia Legislativa de Santa Catarina pela União Democrática Nacional (UDN), recebendo 2.455 votos e ficando na posição de Suplente, tomando posse na 2ª Legislatura (1951-1955).